# Symmorphus fuscipes
Symmorphus fuscipes — вид одиночных ос из семейства Vespidae. Впервые описал Готтлиб Август Геррих-Шеффер в 1838. Встречаются в палеарктике.

## Описание
Длина тела самок 7,5 — 10 мм, самцов 6,5 — 9 мм. Окрас тела преимущественно чёрный, на спинке спереди и сзади по два бледно-желтых маленьких пятнышка. жёлтые полосы на брюшке располагаются на 1, 2 и 4 сегментах. Осы питаются личинками листоедов.

## Распространение
Встречаются в палеарктике: Китай, Норвегия, Швеция, Финляндия, Нидерланды, Германия, Австрия, Беларусь, Монголия, Россия.